# 323. strelska divizija (ZSSR)
323. strelska divizija (izvirno rusko 323. стрелковая дивизия; kratica 323. SD) je bila strelska divizija Rdeče armade v času druge svetovne vojne.

## Zgodovina
Divizija je bila ustanovljena avgusta 1941 v Tambovu.